# We Weren't Born to Follow

We Weren't Born to Follow est le premier single de l'album The Circle du groupe Bon Jovi. Ce titre a été écrit par le tandem Jon Bon Jovi / Richie Sambora. Comme de nombreuses chansons du groupe, le texte évoque l'espoir, le besoin d'exister en tant qu'être et la force face à l'adversité. Jon Bon Jovi a déclaré qu'il y avait également un rapport avec Neda et Mahmoud Ahmadinejad. Dans le clip de la chanson, on peut voir le groupe jouer sur le toit d'un immeuble à New York ainsi que des images d'archives de personnes ou d'événements importants du XXe siècle (chute du Mur de Berlin, Manifestations de la place Tian'anmen ou l'engagement d'Al Gore sur le réchauffement climatique par exemple).

## Liste des titres

### CD single Japon
1. We Weren't Born to Follow (Single Edit)

2. We Weren't Born to Follow (Karaoke Version)

### CD single Europe
1. We Weren't Born to Follow (Single Edit)

2. Blaze of Glory (Live) - 5:48

### CD single Europe Maxi
1. We Weren't Born to Follow (Single Edit)

2. Blaze of Glory (Live) - (5:48)

3. In These Arms (Live) - (6:06)

4. I'll Sleep When I'm Dead (Live) - (6:22)

## Chartes[2]
| Chart (2009)                               | Peak position |
| ------------------------------------------ | ------------- |
| Australian Singles Chart                   | 62            |
| Austrian Singles Chart                     | 4             |
| Canadian Singles Chart                     | 74            |
| Croatian Airplay Chart                     | 1             |
| German Singles Chart                       | 10            |
| Swedish Singles Chart                      | 30            |
| Japan Hot 100                              | 33            |
| US Billboard Hot 100                       | 90            |
| US Billboard Hot Adult Contemporary Tracks | 26            |
| US Billboard Adult Top 40 Tracks           | 14            |